# Вулиця Богдана Ступки (Київ)

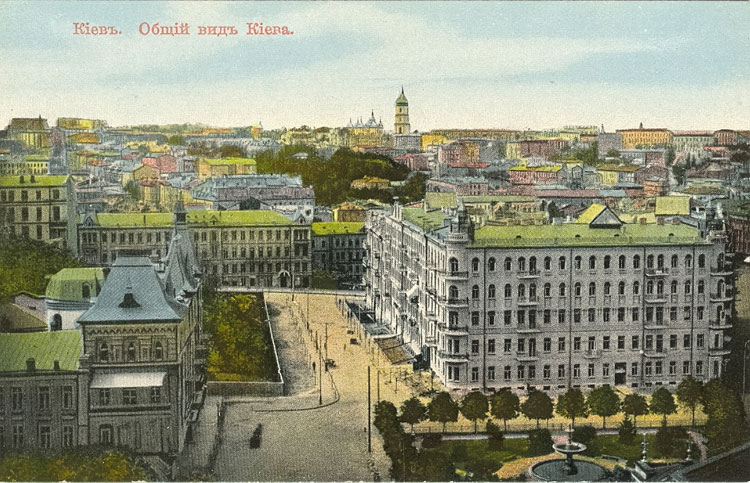
Вулиця Нова 1910 рр.

Ву́лиця Богда́на Сту́пки — вулиця в Печерському районі міста Києва, місцевість Садиба Мерінга. Пролягає від вулиці Заньковецької до площі Івана Франка. Вулиця має завдовжки 130 метрів вважається однією з найкоротших серед вулиць Києва.

## Історія
Вулицю прокладено наприкінці 90-х років XIX століття під назвою Нова́, під час забудови території садиби Ф. Ф. Мерінга, професора Київського університету св. Володимира. У 1938 році вулиця отримала назву Станіславського на честь режисера і педагога К. С. Станіславського  (назву підтверджено 1944 року).
В Постанові 1082/6 від 11.11.1938 закралась помилка — вказано: вулиця Сталінславського.
Сучасна назва на честь відомого українського актора театру і кіно, режисера-постановщика Богдана Ступки — з вересня 2024 року. 

## Забудова
До вулиці Станіславського відносяться лише два будинки — № 2 і 3. Архітектурну цінність становить будинок № 3, зведений 1909 року (архітектор Микола Яскевич). Будинок № 2 відомий як «Другий Будинок лікаря», споруджений архітектором Павлом Альошиним у 1935–1939 роки. Будинок цілком займає парний бік вулиці.

## Пам'ятники, меморіальні дошки, відомі особистості
- буд. № 2 — меморіальні дошки на честь академіка Левка Медведя (мешкав у цьому будинку з 1948 по 1982 рік) та письменника Юрія Смолича (жив тут у 1956–1976 роках).
- буд. № 3 — меморіальна дошка на честь композитора Аркадія Філіпенка, який жив у цьому будинку в 1977–1983 роках. Встановлено у 1988 році, скульптор М. Алексеєнко, архітектор Г. Кислий.
- буд. №3 - меморіальна дошка на честь оперного співака Дмитра Гнатюка. Встановлено у 2020 році.
- буд. № 3 — у цьому будику у 1916–1932 роках мешкав організатор кіновиробництва Олексій Ярмольський.